# Ісраель (цар Аксуму)
Ісраель (*እስራኤል, д/н — 600) — цар Аксуму в 590—600 роках.

## Життєпис
Син царя Сайфу. На думку дослідника Річарда Панкхерста його ім'я є прикладом юдейських впливів в Аксумському царстві. Посів трон 590 року. Відомий насамперед за його монетами. Водночас факт відновлення карбування золотих монет царем Аксуму свідчить про відродження політичної й економічної потуги. Ймовірно це пов'язано було з фактичним розпадом Хим'ярського царства на Аравійському півострові, що було головним торгівельним конкурентом в Аравійському морі, і захопленням 599 року персами південної Аравії.
При цьому посилився союз з Візантією, встановилися гарні відносини з Мукуррою (царством на північ уздовж Нілу). Помер близько 600 року. Спадкував брат Герсем.